# インスペクター
インスペクター（inspector）とは、検査員、監視員のこと。

## アメリカ合衆国の警察
アメリカの警察におけるインスペクターとは、階級の1つである。おおむねはルテナン (Lieutenant) 、またはキャプテン (Captain) の上位に相当する階級だが、アメリカの警察は連邦、州、郡、市町村がそれぞれ独自の機関を設けており、階級も機関ごとに独自の制度があるので、警察機関によってインスペクターの扱いは大きく異なる。自治体によってルテナンのすぐ上位であることもあれば、キャプテンの上位であるところ、インスペクターが存在しないところ、インスペクターがディテクティブ（Detective, 刑事）に相当する階級であるなど様々な方法がとられており、統一されたインスペクターの解釈はない。日本の警察においては、平成25年3月1日の警察庁丙人発第70号通達で公式英訳が更新され、インスペクターは警部補の英訳（旧英訳はアシスタント・ポリス・インスペクター）となり、サージェント（巡査部長）の上、チーフ・インスペクター（警部）の下に位置する。また辞書レベルの対訳は、その階級の者が負う職責とは必ずしも適当な比較でないというのは、インスペクターに限らず注意が必要な点であろう。アメリカの警察はサージャント以上は米軍と同じデザインの階級章が使用されるが、インスペクターは少佐から大佐までの階級章が用いられることが多い。

### ニューヨーク市警察
キャプテンの上にデピュティインスペクター、その上にインスペクターが設けられている。ここに記した三階級は分署 (precinct) の署長にあてられており、これと比較するとこれらは日本の警視から警視正までに相当するだろう。キャプテンは辞書対訳で警部の訳が一般的に使われており、これを踏まえればデピュティインスペクターは警視、インスペクターは警視正と考えられる。階級章はデピュティインスペクターは少佐、インスペクターは大佐と類似したデザインのものを使用。

Inspector
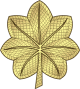
Deputy Inspector

### デトロイト市警察
ルテナンの直上にインスペクターがある。デトロイト市警にはキャプテンが存在せず、またインスペクターの上位階級であるコマンダー（Commander, 警視または警視正相当）が所轄署長であるので、この場合は警部と訳するのが適当と思われる。階級章は中佐のもの。

### サンフランシスコ市警察
他の自治体警察におけるディテクティブに相当する階級で、オフィサー（巡査）の上位、サージャント（巡査部長）の下位にあたる。階級章は着用しない。

### ロサンゼルス市警察、ボルチモア市警察など
インスペクターの階級は用いられていない。

## オーケストラ
オーケストラなどでは小から大編成の楽団（バンドなど）を演奏面以外のことで、楽団全体を取り仕切る役割を行う者のこと。略して「インペク」または「インペグ」とも呼ばれる。
生演奏や、スタジオ録音時の現場監督的存在。その主な仕事内容は演奏家のスケジュール調整とコーディネート。
他に「セッション・コーディネーター」、「ミュージック・コーディネーター」とも呼ばれる。